# B. B. Watson
Haskell "B.B." Watson (10 de juliol de 1953 en Tyler, Texas - 28 de setembre de 2013) va ser un artista estatunidenc de música country. Va llençar dos àlbums d'estudi, i va tenir tres senzills al rànquing Hot Country Songs de Billboard.